# Дорoтија
Дорoтија (мађ. Dorottya) је женско име које се користи у мађарском језику, води порекло из латинског облика грчког имена Доротеа (грч. Δωροθεα), хибру језика и има значење: дар божји.
Сродна имена су Доротија, Дора, Дорис

## Имендани
- Дора:6. фебруар.
- Дорина (мађ. Dorina): 2. септембар.

## Варијације имена у језицима
-,
-,
-.